# Dan O’Shea
Dan O’Shea (St. Cloud, Minnesota, 1970. szeptember 4. –) amerikai jégkorongozó.

## Pályafutása
Komolyabb karrierjét a városi egyetemen, a St. Cloud Állami Egyetemen kezdte 1990-ben Az egyetemi csapatban három évet játszott. A National Hockey League-be nem draftolták csak egy, akkor még létező pótdrafton, a supplemental drafton, amin az egyetemi játékosok között válogattak a csapatok. Őt az 1991-es NHL Supplemental Drafton választotta ki a Minnesota North Stars a 14. helyen. Az NHL-ben sosem játszott. Az egyetem után 1993-ban egy szezon játszott az ECHL-es Dayton Bombersben, és 66 mérkőzésen 66 pontot szerzett. A szezon végén visszavonult.